# Foreign Intelligence
Foreign Intelligence ist eine unveröffentlichte Kurzgeschichte des britischen Schriftstellers Roald Dahl (1916–1990), die 1947 entstanden ist. Diese Kurzgeschichte gehört zu Dahls düsteren, unheimlichen und gruseligen Geschichten.

## Handlung
In der Kurzgeschichte Foreign Intelligence berichtet ein mysteriöser Arzt, dessen Kopf Ähnlichkeiten mit einem Nagetier hat, dem Erzähler der Geschichte, dass er das Zentrum der Intelligenz vom menschlichen Verstand isoliert und in das Gehirn einer Ratte transplantiert hat. Weiterhin berichtet er dem verwirrten Erzähler, dass eine feindliche Regierung jetzt diese Ratten in Regimentern züchtet, damit sie in England einmarschieren und viele Tausende von Menschen in ihren Betten durch einen einzigen Biss in die Halsader töten können. Am Ende seiner Erzählung verschwindet der seltsame Arzt mit klickenden Schritten in die Nacht.